# Grand Prix automobile de Chine 2008
GP précédent GP suivant
Le Grand Prix automobile de Chine 2008 (2008 Formula 1 Sinopec Chinese Grand Prix), disputé sur le circuit international de Shanghai le 19 octobre 2008, est la 802e épreuve du championnat du monde de Formule 1 courue depuis 1950 et la dix-septième manche du championnat 2008.

## Essais libres

### Vendredi matin

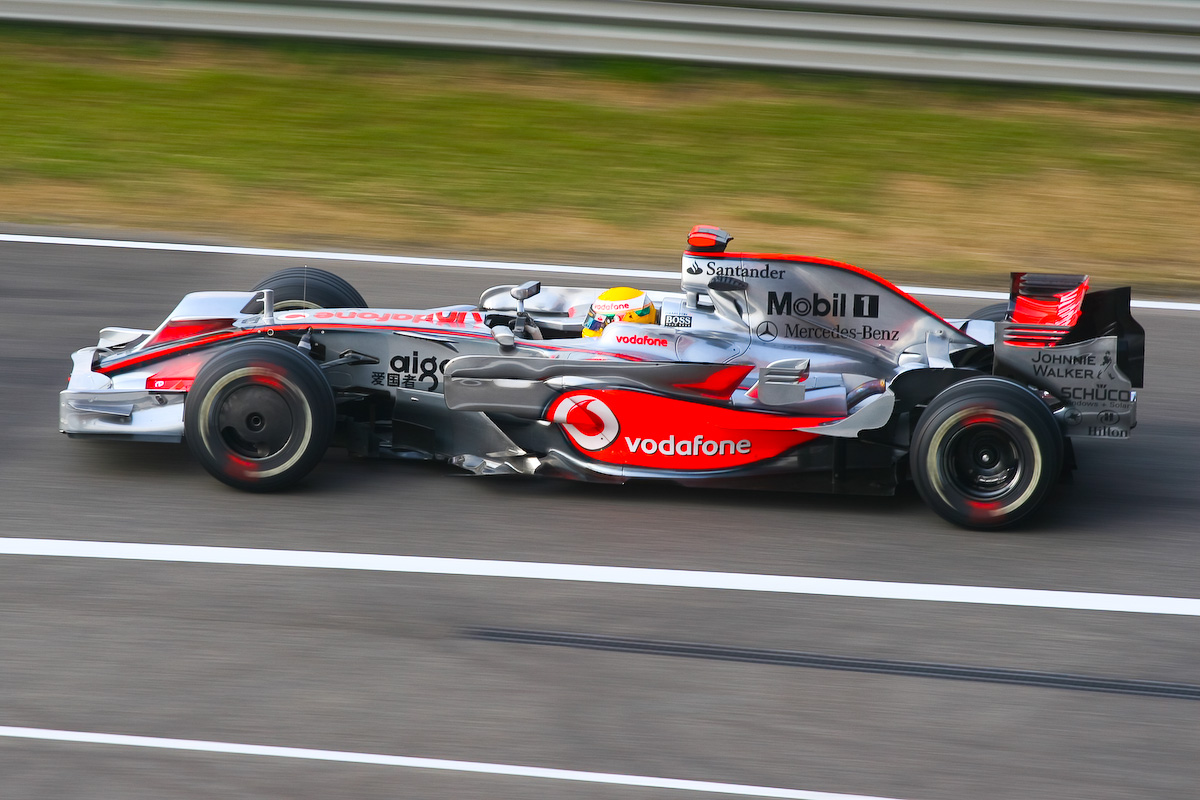
Lewis Hamilton réalise un hat-trick au GP de Chine

| Pos | Pilote            | Écurie           | Chrono         | Écart   |
| --- | ----------------- | ---------------- | -------------- | ------- |
| 1   | Lewis Hamilton    | McLaren-Mercedes | 1 min 35 s 630 |         |
| 2   | Felipe Massa      | Ferrari          | 1 min 36 s 020 | 0 s 390 |
| 3   | Kimi Räikkönen    | Ferrari          | 1 min 36 s 052 | 0 s 422 |
| 4   | Heikki Kovalainen | McLaren-Mercedes | 1 min 36 s 103 | 0 s 473 |
| 5   | Robert Kubica     | BMW Sauber       | 1 min 36 s 507 | 0 s 877 |
| 6   | Fernando Alonso   | Renault          | 1 min 36 s 661 | 1 s 031 |

### Vendredi après-midi
| Pos | Pilote          | Écurie           | Chrono         | Écart   |
| --- | --------------- | ---------------- | -------------- | ------- |
| 1   | Lewis Hamilton  | McLaren-Mercedes | 1 min 35 s 750 |         |
| 2   | Fernando Alonso | Renault          | 1 min 36 s 024 | 0 s 274 |
| 3   | Nelsinho Piquet | Renault          | 1 min 36 s 094 | 0 s 344 |
| 4   | Jarno Trulli    | Toyota           | 1 min 36 s 159 | 0 s 409 |
| 5   | Mark Webber     | Red Bull-Renault | 1 min 36 s 375 | 0 s 625 |
| 6   | Felipe Massa    | Ferrari          | 1 min 36 s 480 | 0 s 730 |

### Samedi matin
| Pos | Pilote            | Écurie           | Chrono         | Écart   |
| --- | ----------------- | ---------------- | -------------- | ------- |
| 1   | Nick Heidfeld     | BMW Sauber       | 1 min 36 s 061 |         |
| 2   | Lewis Hamilton    | McLaren-Mercedes | 1 min 36 s 135 | 0 s 074 |
| 3   | Robert Kubica     | BMW Sauber       | 1 min 36 s 150 | 0 s 089 |
| 4   | Heikki Kovalainen | McLaren-Mercedes | 1 min 36 s 324 | 0 s 263 |
| 5   | Jarno Trulli      | Toyota           | 1 min 36 s 396 | 0 s 335 |
| 6   | Nico Rosberg      | Williams-Toyota  | 1 min 36 s 427 | 0 s 366 |

## Grille de départ
| Pos | Pilote               | Écurie              | Qualifications 1 | Qualifications 2 | Qualifications 3 |
| --- | -------------------- | ------------------- | ---------------- | ---------------- | ---------------- |
| 1   | Lewis Hamilton       | McLaren-Mercedes    | 1 min 35 s 566   | 1 min 34 s 947   | 1 min 36 s 303   |
| 2   | Kimi Räikkönen       | Ferrari             | 1 min 35 s 983   | 1 min 35 s 355   | 1 min 36 s 645   |
| 3   | Felipe Massa         | Ferrari             | 1 min 35 s 971   | 1 min 35 s 135   | 1 min 36 s 889   |
| 4   | Fernando Alonso      | Renault             | 1 min 35 s 769   | 1 min 35 s 461   | 1 min 36 s 927   |
| 5   | Heikki Kovalainen    | McLaren-Mercedes    | 1 min 35 s 623   | 1 min 35 s 216   | 1 min 36 s 930   |
| 6   | Sebastian Vettel     | Toro Rosso-Ferrari  | 1 min 35 s 752   | 1 min 35 s 386   | 1 min 37 s 685   |
| 7   | Jarno Trulli         | Toyota              | 1 min 36 s 104   | 1 min 35 s 715   | 1 min 37 s 934   |
| 8   | Sébastien Bourdais   | Toro Rosso-Ferrari  | 1 min 36 s 239   | 1 min 35 s 478   | 1 min 38 s 885   |
| 9   | Nick Heidfeld        | BMW Sauber          | 1 min 36 s 224   | 1 min 35 s 403   | 1 min 37 s 201   |
| 10  | Nelsinho Piquet      | Renault             | 1 min 36 s 029   | 1 min 35 s 722   |                  |
| 11  | Robert Kubica        | BMW Sauber          | 1 min 36 s 503   | 1 min 35 s 814   |                  |
| 12  | Timo Glock           | Toyota              | 1 min 36 s 210   | 1 min 35 s 937   |                  |
| 13  | Rubens Barrichello   | Honda               | 1 min 36 s 640   | 1 min 36 s 079   |                  |
| 14  | Nico Rosberg         | Williams-Toyota     | 1 min 36 s 434   | 1 min 36 s 210   |                  |
| 15  | David Coulthard      | Red Bull-Renault    | 1 min 36 s 731   |                  |                  |
| 16  | Mark Webber          | Red Bull-Renault    | 1 min 36 s 238   | 1 min 35 s 686   | 1 min 37 s 083   |
| 17  | Kazuki Nakajima      | Williams-Toyota     | 1 min 36 s 863   |                  |                  |
| 18  | Jenson Button        | Honda               | 1 min 37 s 053   |                  |                  |
| 19  | Adrian Sutil         | Force India-Ferrari | 1 min 37 s 730   |                  |                  |
| 20  | Giancarlo Fisichella | Force India-Ferrari | 1 min 37 s 739   |                  |                  |

Notes: 

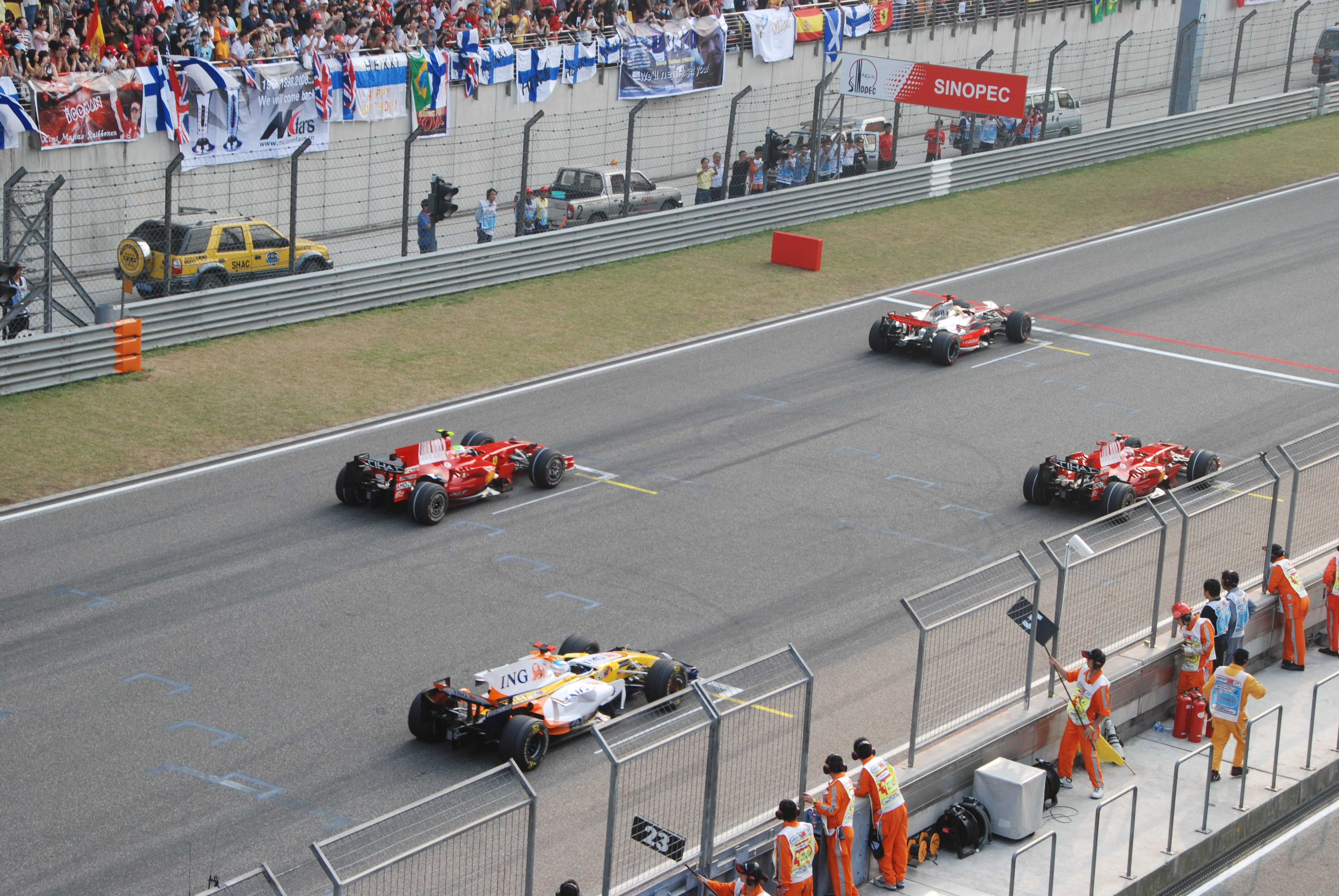
La grille de départ du Grand Prix

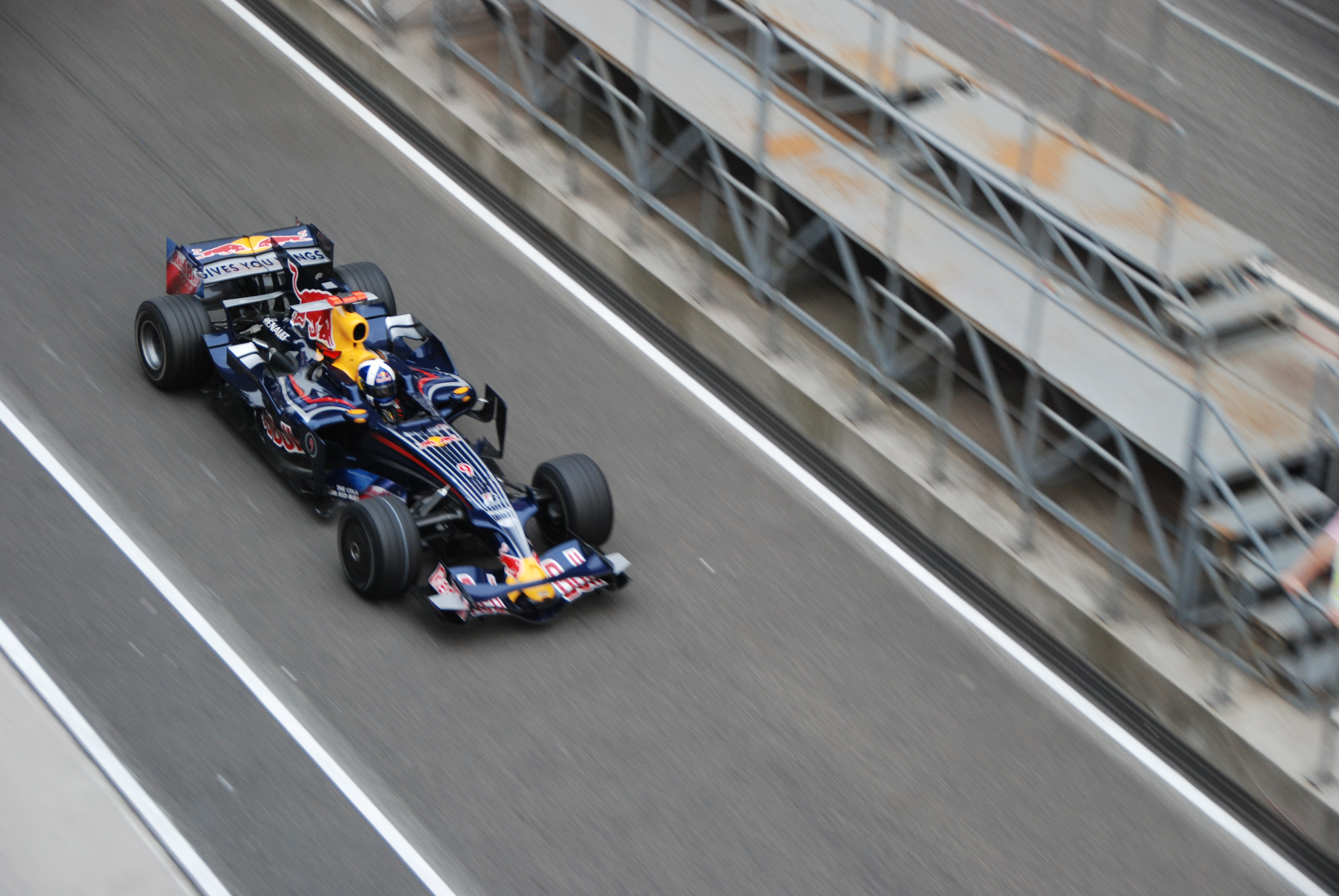
David Coulthard dispute son avant-dernier Grand Prix

- Auteur du 6e chrono en Q3, Mark Webber a été pénalisé de 10 places sur la grille pour avoir changé de moteur entre les essais libres et les qualifications[1].
- Auteur du 7e chrono en Q3, qualifié 6e à la suite de la pénalité de Webber, Nick Heidfeld a été pénalisé de 3 places sur la grille pour avoir gêné David Coulthard en Q1[2].

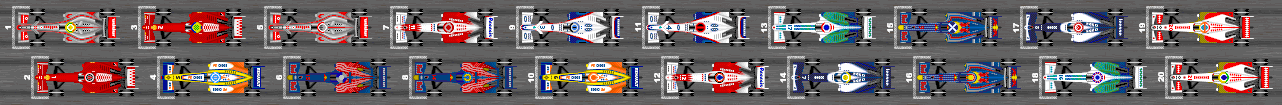
La grille de départ du Grand Prix

## Course

### Déroulement de l'épreuve
Lewis Hamilton s'élance de la pole position et contrôle parfaitement les Ferrari de Felipe Massa et Kimi Räikkönen tandis que Sébastien Bourdais et Jarno Trulli s'accrochent en milieu de peloton. Fernando Alonso réussit quant à lui à prendre le meilleur sur Heikki Kovalainen pour le gain de la quatrième place. 
Au trente-quatrième tour, Kovalainen est victime d'une crevaison qui lui fait quitter les avant-postes avant qu'il n'abandonne. Les deux salves de ravitaillements n'ont aucune incidence sur le classement de la course et Hamilton signe un hat-trick. Afin de préserver les chances de son pilote le mieux placé au championnat, la Scuderia Ferrari demande à Räikkönen de s'effacer au profit de Massa qui, en terminant second, se retrouve à 7 points d'Hamilton.
Alonso termine quatrième devant les BMW de Nick Heidfeld et Robert Kubica tandis que Timo Glock se classe septième, Nelsinho Piquet raflant le dernier point mis en jeu.

### Classement de la course

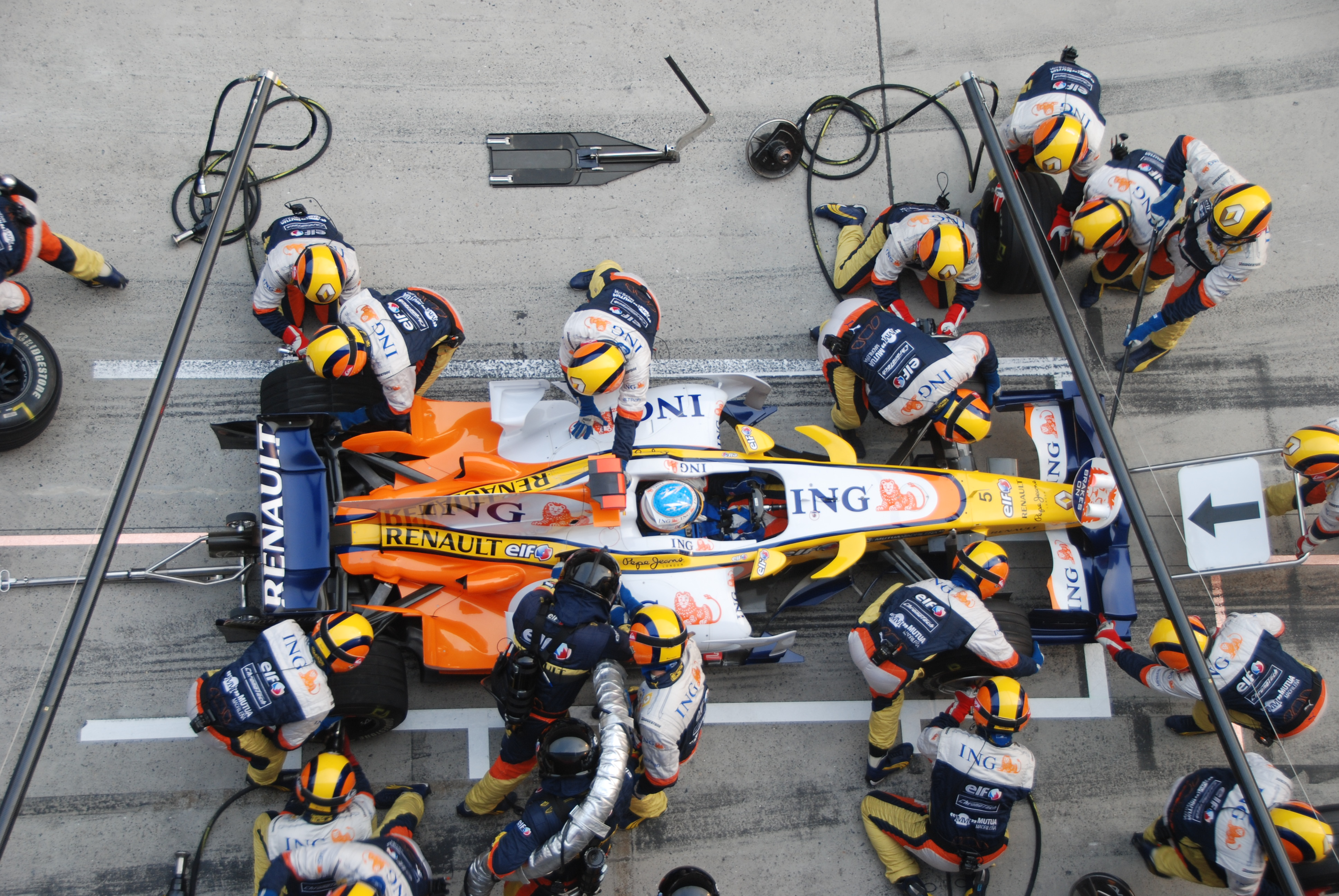
Un pit-stop de Fernando Alonso durant le Grand Prix

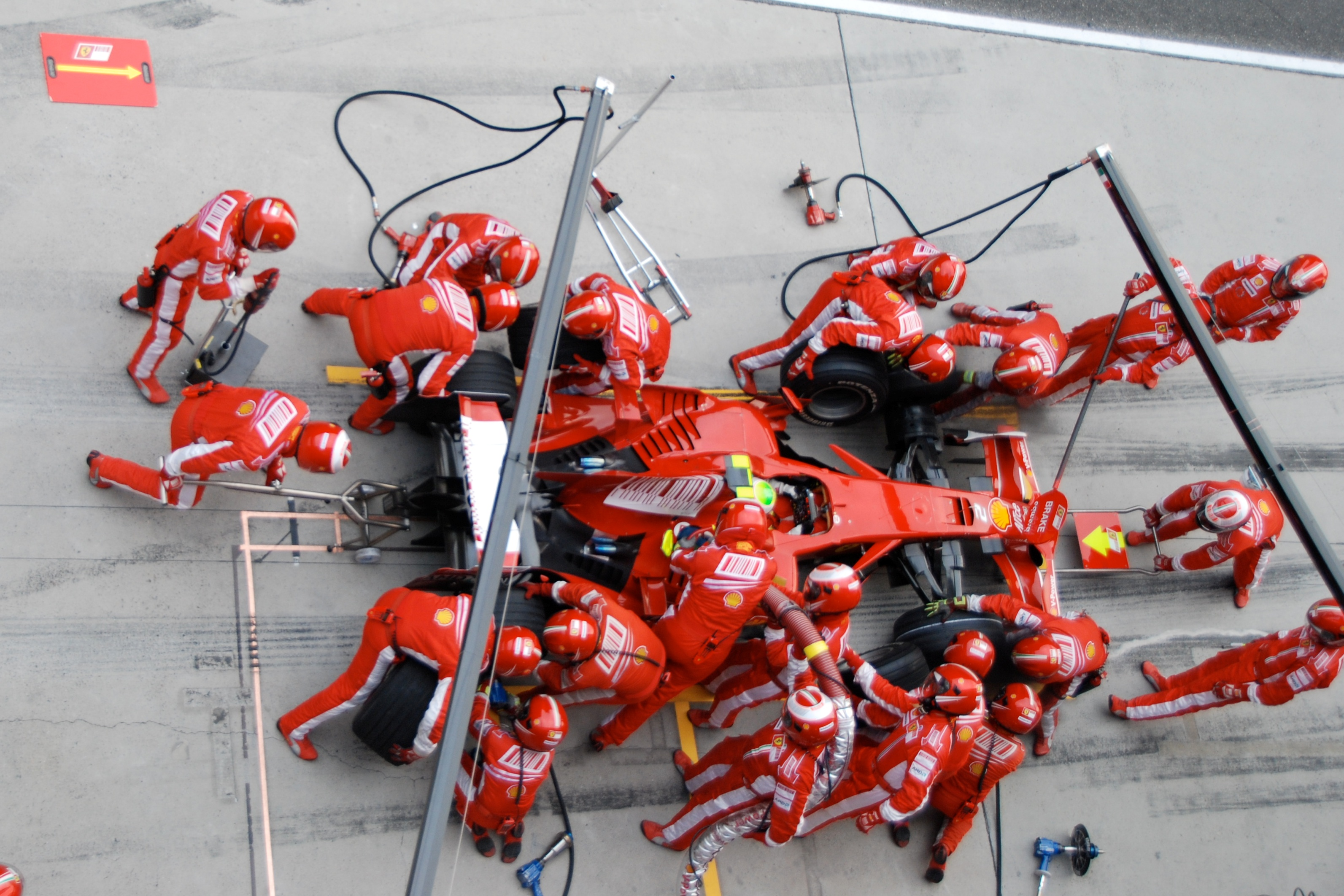
Un pit-stop de Felipe Massa durant le Grand Prix

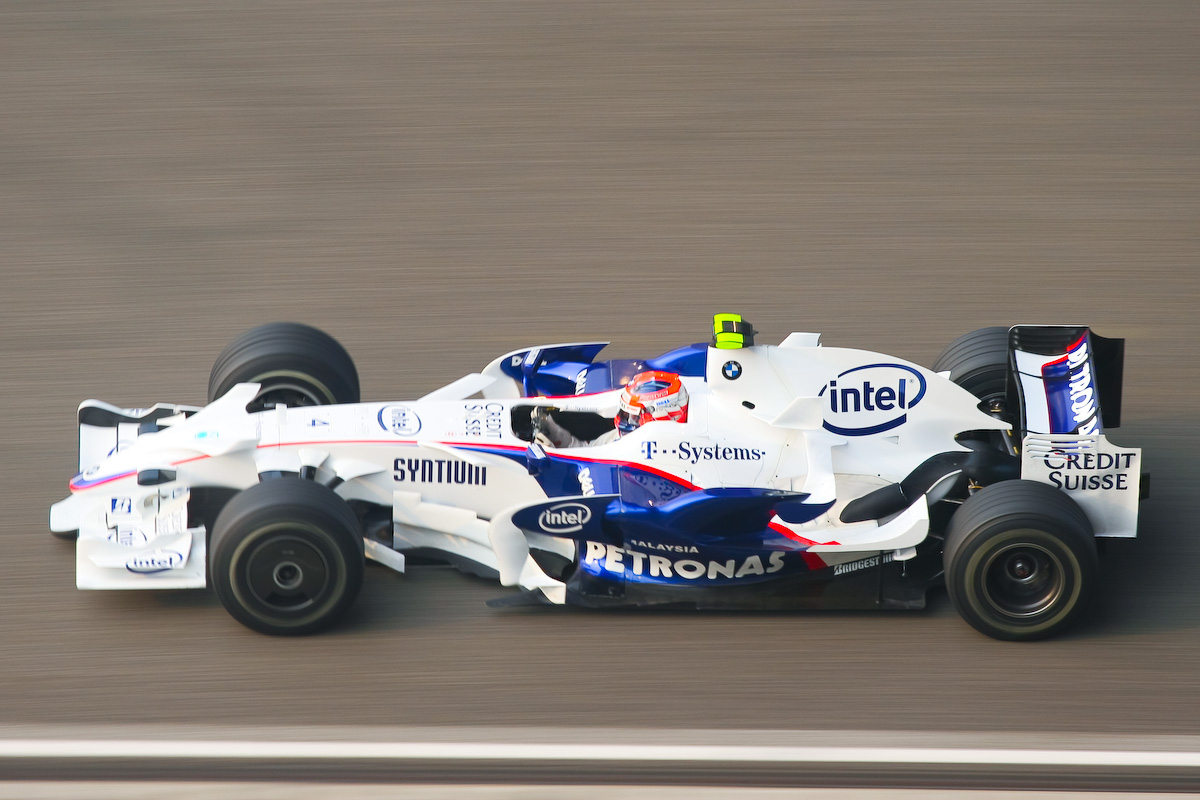
À l'issue de l'épreuve, Kubica perd sa dernière chance de remporter le championnat du monde.

| Pos  | No | Pilote               | Écurie              | Tours | Temps/Abandon                       | Grille | Points |
| ---- | -- | -------------------- | ------------------- | ----- | ----------------------------------- | ------ | ------ |
| 1    | 22 | Lewis Hamilton       | McLaren-Mercedes    | 56    | 1 h 31 min 57 s 403 (199,050 km/h)  | 1      | 10     |
| 2    | 2  | Felipe Massa         | Ferrari             | 56    | + 14 s 925                          | 3      | 8      |
| 3    | 1  | Kimi Räikkönen       | Ferrari             | 56    | + 16 s 445                          | 2      | 6      |
| 4    | 5  | Fernando Alonso      | Renault             | 56    | + 18 s 370                          | 4      | 5      |
| 5    | 3  | Nick Heidfeld        | BMW Sauber          | 56    | + 28 s 923                          | 9      | 4      |
| 6    | 4  | Robert Kubica        | BMW Sauber          | 56    | + 33 s 219                          | 11     | 3      |
| 7    | 12 | Timo Glock           | Toyota              | 56    | + 41 s 722                          | 12     | 2      |
| 8    | 6  | Nelsinho Piquet      | Renault             | 56    | + 56 s 645                          | 10     | 1      |
| 9    | 15 | Sebastian Vettel     | Toro Rosso-Ferrari  | 56    | + 1 min 04 s 339                    | 6      |        |
| 10   | 9  | David Coulthard      | Red Bull-Renault    | 56    | + 1 min 14 s 842                    | 15     |        |
| 11   | 17 | Rubens Barrichello   | Honda               | 56    | + 1 min 25 s 061                    | 13     |        |
| 12   | 8  | Kazuki Nakajima      | Williams-Toyota     | 56    | + 1 min 30 s 847                    | 17     |        |
| 13   | 14 | Sébastien Bourdais   | Toro Rosso-Ferrari  | 56    | + 1 min 31 s 457                    | 8      |        |
| 14   | 10 | Mark Webber          | Red Bull-Renault    | 56    | + 1 min 32 s 422                    | 16     |        |
| 15   | 7  | Nico Rosberg         | Williams-Toyota     | 55    | + 1 tour                            | 14     |        |
| 16   | 16 | Jenson Button        | Honda               | 55    | + 1 tour                            | 18     |        |
| 17   | 21 | Giancarlo Fisichella | Force India-Ferrari | 55    | + 1 tour                            | 20     |        |
| Abd. | 23 | Heikki Kovalainen    | McLaren-Mercedes    | 49    | Hydraulique                         | 5      |        |
| Abd. | 20 | Adrian Sutil         | Force India-Ferrari | 13    | Moteur                              | 19     |        |
| Abd. | 11 | Jarno Trulli         | Toyota              | 2     | Dommages à la suite d'une collision | 7      |        |

### Pole position et record du tour
- Pole position :  Lewis Hamilton (McLaren-Mercedes) en 1 min 36 s 303 (vitesse moyenne : 203,769 km/h). Le meilleur temps des qualifications a également été établi par Lewis Hamilton lors de la Q2 en 1 min 34 s 947.
- Meilleur tour en course :  Lewis Hamilton (McLaren-Mercedes) en  1 min 36 s 325 (vitesse moyenne : 203,723 km/h) au treizième tour.

### Tours en tête
- Lewis Hamilton (McLaren-Mercedes) : 53 tours (1-15 / 19-56).
- Heikki Kovalainen (McLaren-Mercedes) : 3 tours (16-18).

## Classements généraux à l'issue de la course
| Pos | Pilote               | Écurie              | Points |
| --- | -------------------- | ------------------- | ------ |
| 1   | Lewis Hamilton       | McLaren-Mercedes    | 94     |
| 2   | Felipe Massa         | Ferrari             | 87     |
| 3   | Robert Kubica        | BMW Sauber          | 75     |
| 4   | Kimi Räikkönen       | Ferrari             | 69     |
| 5   | Nick Heidfeld        | BMW Sauber          | 60     |
| 6   | Fernando Alonso      | Renault             | 53     |
| 7   | Heikki Kovalainen    | McLaren-Mercedes    | 51     |
| 8   | Sebastian Vettel     | Toro Rosso-Ferrari  | 30     |
| 9   | Jarno Trulli         | Toyota              | 30     |
| 10  | Timo Glock           | Toyota              | 22     |
| 11  | Mark Webber          | Red Bull-Renault    | 21     |
| 12  | Nelsinho Piquet      | Renault             | 19     |
| 13  | Nico Rosberg         | Williams-Toyota     | 17     |
| 14  | Rubens Barrichello   | Honda               | 11     |
| 15  | Kazuki Nakajima      | Williams-Toyota     | 9      |
| 16  | David Coulthard      | Red Bull-Renault    | 8      |
| 17  | Sébastien Bourdais   | Toro Rosso-Ferrari  | 4      |
| 18  | Jenson Button        | Honda               | 3      |
| 19  | Giancarlo Fisichella | Force India-Ferrari | 0      |
| 20  | Adrian Sutil         | Force India-Ferrari | 0      |
| 21  | Takuma Satō          | Super Aguri-Honda   | 0      |
| 22  | Anthony Davidson     | Super Aguri-Honda   | 0      |

| Pos | Écurie              | Points |
| --- | ------------------- | ------ |
| 1   | Ferrari             | 156    |
| 2   | McLaren-Mercedes    | 145    |
| 3   | BMW Sauber          | 135    |
| 4   | Renault             | 72     |
| 5   | Toyota              | 52     |
| 6   | Toro Rosso-Ferrari  | 34     |
| 7   | Red Bull-Renault    | 29     |
| 8   | Williams-Toyota     | 26     |
| 9   | Honda               | 14     |
| 10  | Force India-Ferrari | 0      |
| 11  | Super Aguri-Honda   | 0      |

## Statistiques
- 13e pole position de sa carrière pour Lewis Hamilton.
- 9e victoire de sa carrière pour Lewis Hamilton.
- 2e hat-trick de sa carrière pour Lewis Hamilton.
- 162e victoire pour McLaren en tant que constructeur.
- 67e victoire pour Mercedes en tant que motoriste.
- 200e victoire pour un pilote britannique.
- 27e arrivée consécutive parmi les pilotes classés pour Nick Heidfeld qui établit un nouveau record.
- Lewis Hamilton passe la barre des 200 points en championnat du monde (203 points).
- Nick Heidfeld passe la barre des 200 points en championnat du monde (200 points).
- Scuderia Ferrari passe la barre des 4000 points en championnat du monde (4007,5 points).